# Escherichia
Escherichia é um gênero de bactérias bacilares gram-negativas, não formadoras de esporos, anaeróbicas facultativas, da família Enterobacteriaceae. Habita o trato gastrointestinal de animais de sangue quente, exceto pela espécie E. blattae, isolada do intestino de baratas.
Como pertencentes do 4º grupo de Bergey, estas bactérias são pequenas, e podem ser imóveis ou móveis com flagelação perítrica. Fermentam açúcares, libertando ácidos e gases e reduzem nitratos.
São os principais agentes causais das infecções urinárias, nosocomiais, nomeadamente meningites e septicemia. Algumas delas podem estar associadas a ferimentos como agentes oportunistas.
Apresentam uma enorme diversidade de espécies (patótipos).